# Antigua i Barbuda na Letnich Igrzyskach Olimpijskich 1984
Antiguę i Barbudę na Letnich Igrzyskach Olimpijskich 1984 reprezentowało 14 zawodników, 10 mężczyzn i 4 kobiety.

## Kolarstwo
Mężczyźni
- Brian Lyn
  - sprint – odpadł w eliminacjach

- Leon Richardson
  - Sprint – odpadł w eliminacjach
  - 1000 m na czas – nie ukończył

- Elisha Hughes
  - Jazda na punkty – nie ukończył

## Lekkoatletyka
Mężczyźni
- Anthony Henry
  - Bieg na 100 m – odpadł w eliminacjach

- Larry Millers
  - Bieg na 200 m – odpadł w eliminacjach

- Alfred Browne
  - Bieg na 400 m – odpadł w eliminacjach

- Dale Jones
  - Bieg na 800 m – odpadł w eliminacjach
  - Bieg na 1500 m – odpadł w eliminacjach

- Anthony Henry, Larry Millers, Alfred Browne, Lester Benjamin
  - Sztafeta 4 × 100 m – odpadli w eliminacjach

- Larry Millers, Alfred Browne, Dale Jones, Howard Lindsay
  - Sztafeta 4 × 400 m – odpadli w eliminacjach

- Lester Benjamin
- Skok w dal – 15. miejsce

Kobiety
- Ruperta Charles
  - Bieg na 100 m – odpadła w eliminacjach

- Jocelyn Joseph
  - Bieg na 400 m – odpadła w eliminacjach

- Laverne Bryan
  - Bieg na 800 m – odpadła w eliminacjach
  - Bieg na 1500 m – odpadła w eliminacjach

- Ruperta Charles, Jocelyn Joseph, Monica Stevens, Laverne Bryan
  - Sztafeta 4 × 400 m – odpadły w eliminacjach

## Żeglarstwo
Mężczyźni
- Inigo Ross
  - Windsurfing – 30. miejsce